# أنقذت من التيتانيك
أُنقذت من التيتانيك (بالإنجليزية: Saved from the Titanic)‏ هو فيلم أمريكي صامت قصير انتج سنة 1912 بطولة دوروثي جيبسون وهي ممثلة أفلام أمريكية نجت من غرق آر إم إس تيتانيك في 15 أبريل 1912، هذا هو الفيلم الأول عن المأساة، عُرض لأول مرة في الولايات المتحدة بعد 29 يومًا من الحادث.
كانت جيبسون واحدة من 28 شخصاً كانوا على متن أول قارب نجاة نزل من السفينة والذي انتشل من البحر بعد خمس ساعات ونصف من مغادرة السفينة، وفي طريق العودة إلى نيويورك كتبت السيناريو ولعبت نسخة خيالية لنفسها، وتضمنت الحبكة سرد قصة الكارثة إلى والديها الخياليين وخطيبها، وتخلل ذلك لقطات لجبل الجليد، ومشهد من السفينة الشقيقة لتيتانيك أوليمبيك وكابتن السفينة إدوارد سميث حيث أضيفت إلى الفيلم لاحقاً، وأرتدت جيبسون نفس الملابس التي إرتدتها في ليلة الكارثة، وكان تصوير الفيلم في ستوديو نيو جيرسي وعلى متن سفينة مهجورة في ميناء نيويورك.
عرض الفيلم دوليًا وجذب جمهور كبير وحصل على تقييم ايجابي، على الرغم من بعض الانتقادات لتسويق المأساة بعد وقت قريب جدًا من الحدث، يعتبر الفيلم الآن فيلم مفقود، ولقد فقدت آخر طبعات معروفة للفيلم حيث دمرت في حريق الإستوديو في شهر مارس 1914، وبقيت بعض اللقطات المطبوعة وهي الآن كل ما هو معروف عن الفيلم، وهو أيضًا الفيلم الأخير لدوروثي جيبسون التي تعرضت لانهيار عصبي بعد الانتهاء منهُ بسبب الضغط النفسي الذي سببهُ لها على ما يبدو.[بحاجة لمصدر]

## طاقم التمثيل

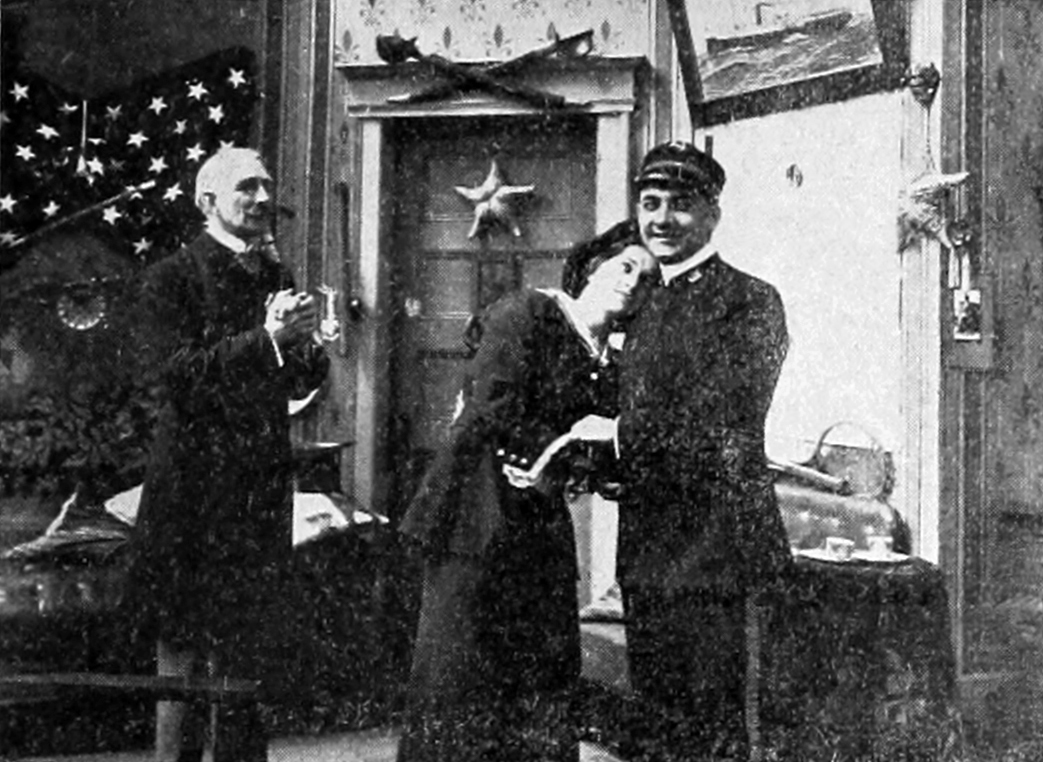
دوروثي جيبسون في أُنقذت من التيتانيك، أليك بي فرانسيس يلعب الأب (يسار) ودوروثي تلعب نفسها وجون جي أودولفي يلعب إنساين جاك (يسار)

- دوروثي جيبسون - ميس دوروثي
- أليك بي فرانسيس - الأب
- جوليا ستيوارت - الأم
- جون جي أودولفي - إنساين جاك
- ويليام آر دان - صديق جاك
- جاي أوليفر - صديق جاك[2]

## وصلات خارجية
- أنقذت من التيتانيك على موقع IMDb (الإنجليزية)
- أنقذت من التيتانيك على موقع أول موفي (الإنجليزية)
- أنقذت من التيتانيك على موقع قاعدة بيانات الفيلم (الإنجليزية)
- أنقذت من التيتانيك على موقع ليتربوكسد (الإنجليزية)
- أنقذت من التيتانيك على موقع كينوبويسك (الروسية)
- أنقذت من التيتانيك على موقع أول موفي.
- An Actress Aboard The Titanic, an account of Dorothy Gibson's experiences
- Progressive Silent Film List: Saved from the Titanic at silentera.com